# Lindy Etzensperger
Lindy Etzensperger, née le 9 novembre 1998 à Brigue, est une skieuse alpine suisse.
Elle est médaillée de bronze du Super G des Mondiaux juniors 2019.
Elle est la fille de Nathalie Etzensperger, alpiniste renommée.

## Biographie
Elle grandit à Gamsen (commune de Brigue en Haut-Valais). Licenciée au ski-club de Brigerberg, elle participe à ses premières courses FIS et à des courses nationales juniors en 2014, à l'âge de 16 ans.
En novembre 2017, elle remporte sa première course FIS et marques ses premiers points le 9 décembre de la même année en Coupe d'Europe avec une 22e place lors du super-G de Kvitfjell.
Lindy Etzensperger continue sa progression lors de la saison 2018-2019 de Coupe d'Europe. Elle remporte ainsi le slalom géant de Tignes le 31 janvier 2019, où sa victoire fera l'effet d'une surprise. Alors qu'elle n'était que septième après la première manche, à plus d'une seconde de la Norvégienne Kaja Norbye, elle réalise une seconde manche parfaite et relègue sa rivale à 0"66,.
Elle continue sur sa lancée en décrochant la médaille de bronze en super-G trois semaines plus tard lors des Championnats du Monde Juniors à Val di Fassa,,,,,,,, juste derrière la Norvégienne Hannah Sæthereng et l'Autrichienne Julia Scheib.
À la suite de ces résultats, elle fait ses débuts en Coupe du Monde le 8 mars 2019 au slalom géant de Špindlerův Mlýn où elle marque des points dès sa première participation en terminant 27e.
La saison 2019-2020 reprend sous les meilleurs auspices, puisqu'elle s'impose, fin septembre 2019, lors du géant de Cerro-Castor comptant pour la Coupe d'Amérique du Sud. Après quelques courses de Coupe d'Europe, Lindy Etzensperger fait ses premiers pas en Coupe du Monde le 26 octobre 2019 lors du slalom géant de Solden, première manche de la compétition. Toutefois, elle n'arrive pas à se qualifier.
De retour en Coupe d'Europe, elle termine troisième lors du super G de Kvitfjell le 5 décembre.
Fin 2019, elle fait partie des nommés pour le titre d'espoir valaisans de l'année, qui récompense les sportifs de moins de 23 ans. Le 18 décembre 2019, elle est élue Espoir valaisan de l'Année par l'Office cantonal du sport.
Elle prend sa retraite fin décembre 2024.

## Palmarès

### Coupe du Monde
- Premier départ et premier top30 : 8 mars 2019, géant de Špindlerův Mlýn, 27ème

### Coupe d'Europe
- Premier départ : 24 janvier 2017, descente de Davos, 35ème
- Premier top30 : 9 décembre 2017, Super G de Kvitfjell, 22ème
- Premier top10 : 29 janvier 2019, Super G des Diablerets, 10ème
- Premier podium et première victoire : 31 janvier 2019, géant de Tignes
- 7 top10, dont 2 podiums, dont 1 victoire
- Meilleur classement général : 16ème en 2019

| Saison/Classement | Général | Général | Descente | Descente | Super G | Super G | Géant  | Géant  | Combiné | Combiné |
| Saison/Classement | Class.  | Points  | Class.   | Points   | Class.  | Points  | Class. | Points | Class.  | Points  |
| ----------------- | ------- | ------- | -------- | -------- | ------- | ------- | ------ | ------ | ------- | ------- |
| 2017-2018         | 102e    | 51      | 32e      | 31       | 47e     | 13      | 72e    | 7      | -       | -       |
| 2018-2019         | 16e     | 369     | 22e      | 69       | 15e     | 74      | 13e    | 201    | 20e     | 25      |
| 2019-2020         | 22e     | 259     | 17e      | 84       | 15e     | 89      | 21e    | 86     | -       | -       |
| 2020-2021         | -       | -       | -        | -        | -       | -       | -      | -      | -       | -       |
| 2021-2022         | 190e    | 3       | -        | -        | -       | -       | 80e    | 3      | -       | -       |

### Coupe sud-américaine
- Une course disputée : victoire, géant de Cerro Castor, 18 septembre 2019

### Championnats du monde juniors
| Édition / Épreuve          | Descente | Super-G | Géant | Combiné |
| -------------------------- | -------- | ------- | ----- | ------- |
| Mondiaux 2019 Val di Fassa | 12e      | Bronze  | 10e   | 12e     |

### Championnats de Suisse
Troisième du Super G 2018